# Alekseï Svirine
Alekseï Vladimirovitch Svirine (en russe, Алексей Владимирович Свирин), né le 15 décembre 1978 à Moscou, est un rameur russe.
Il remporte en 2004 avec Sergueï Fedorovtsev, Igor Kravtsov et Nikolaï Spiniov la médaille d'or olympique en quatre de couple.
Il est aussi médaillé d'or en quatre de couple aux Championnats d'Europe d'aviron 2007 et aux Championnats d'Europe d'aviron 2011.